# Erna Flecke-Schiefenbusch
Erna Flecke-Schiefenbusch, auch: Erna Flecke, geborene Schiefenbusch (* 27. August 1905 in Köln; † 30. Oktober 1944 ebenda) war eine deutsche Theaterintendantin und Schauspielerin.

## Leben und Wirken
Ihre Eltern waren Franz Anton und Martha Schiefenbusch geb. Hifemeier. Von Ostern 1912 bis Ostern 1925 besuchte Erna Schiefenbusch die Kaiserin-Augusta-Schule in Köln, anschließend das Lyzeum. Danach studierte sie Philosophie, Kunst-, Literatur- und Theatergeschichte in Heinsberg, München, Paris und in ihrer Heimatstadt Köln. 1930 wurde sie mit der Dissertation Rousseau’s moralisches Programm in der Ästhetik promoviert. 1931 heiratete sie in Köln Heinrich Flecke.
Von März bis Juli 1932 arbeitete sie als Regieassistentin am Schauspielhaus Düsseldorf bei Louise Dumont. Für die Spielzeit 1932/1933 wechselte sie an das Schauspielhaus in Köln.
Am 15. Juni 1937 schloss die Stadt Düren mit Erna Schiefenbusch für die Spielzeit 1937/38 als Oberspielleiterin des Schauspiels Düren im Stadttheater Düren einen Vertrag ab. Am 29. April 1938 wurde sie dort Intendantin. Ihr Vertrag wurde zuletzt noch bis 1946 verlängert. Sie starb 1944 in Köln.